# Prundu
Prundu là một xã thuộc hạt Giurgiu, România. Dân số thời điểm năm 2002 là 4782 người.